# Chińskie Tajpej na Zimowych Igrzyskach Olimpijskich 1992
Chińskie Tajpej na Zimowych Igrzyskach Olimpijskich 1992 reprezentowało 8 zawodników (sami mężczyźni). Był to trzeci start tego państwa jako Chińskie Tajpej, a ogólnie piąty na zimowych igrzyskach olimpijskich, gdyż wcześniej zawodnicy z tego państwa występowali jako reprezentanci Tajwanu.

## Skład reprezentacji

### Narciarstwo alpejskie
Mężczyźni
| Zawodnik       | Konkurencja   | Wyścig 1     | Wyścig 2     | Łącznie      | Łącznie |
| Zawodnik       | Konkurencja   | Czas         | Czas         | Czas         | Miejsce |
| -------------- | ------------- | ------------ | ------------ | ------------ | ------- |
| Tang Wei-tsu   | Supergigant   |              |              | Nie ukończył | –       |
| Ong Ching-ming | Slalom gigant | 1:38,66      | Nie ukończył | Nie ukończył | –       |
| Chen Tong-jong | Slalom gigant | 1:31,48      | 1:34,51      | 3:05,99      | 81      |
| Chen Tong-jong | Slalom        | Nie ukończył | –            | Nie ukończył | –       |

### Bobsleje
| Osada | Zawodnicy                    | Konkurencja | Ślizg 1 | Ślizg 1 | Ślizg 2 | Ślizg 2 | Ślizg 3 | Ślizg 3 | Ślizg 4 | Ślizg 4 | Łącznie | Łącznie |
| Osada | Zawodnicy                    | Konkurencja | Czas    | Miejsce | Czas    | Miejsce | Czas    | Miejsce | Czas    | Miejsce | Czas    | Miejsce |
| ----- | ---------------------------- | ----------- | ------- | ------- | ------- | ------- | ------- | ------- | ------- | ------- | ------- | ------- |
| TPE-1 | Chen Chin-san Chang Min-jung | Dwójki      | 1:02,77 | 30      | 1:03,83 | 32      | 1:02,91 | 32      | 1:02,96 | 33      | 4:10,97 | 33      |

| Osada | Zawodnicy                                               | Konkurencja | Ślizg 1 | Ślizg 1 | Ślizg 2 | Ślizg 2 | Ślizg 3 | Ślizg 3 | Ślizg 4 | Ślizg 4 | Łącznie | Łącznie |
| Osada | Zawodnicy                                               | Konkurencja | Czas    | Miejsce | Czas    | Miejsce | Czas    | Miejsce | Czas    | Miejsce | Czas    | Miejsce |
| ----- | ------------------------------------------------------- | ----------- | ------- | ------- | ------- | ------- | ------- | ------- | ------- | ------- | ------- | ------- |
| TPE-1 | Chen Chin-san Chen Chin-sen Hsu Kuo-jung Chang Min-jung | Czwórki     | 1:00,31 | 27      | 1:00,45 | 26      | 1:00,52 | 25      | 1:00,66 | 26      | 4:01,94 | 26      |

### Łyżwiarstwo figurowe
Mężczyźni
| Zawodnik  | Konkurencja | SP | FS | TFP  | Miejsce |
| --------- | ----------- | -- | -- | ---- | ------- |
| David Liu | Soliści     | 15 | 19 | 26,5 | 17      |